# Pétasite
Petasites
Genre
Classification APG III (2009)
Petasites (les Pétasites) est un genre de plantes à fleurs de la famille des Astéracées. Comme le tussilage, ils apprécient les abords humides des ruisseaux.

## Étymologie
Le nom de genre Petasites vient du grec petasos, « chapeau à large bord », en référence aux larges feuilles arrondies en forme de grands chapeaux.

## Description
Les Pétasites sont des plantes herbacées vivaces dioïques. Ils possèdent en général de grandes feuilles basales et des hampes florales écailleuses qui portent de nombreux capitules. Les fleurons des pieds mâles sont le plus souvent tubuleux. Après floraison les inflorescences des pieds femelles s'allongent considérablement.
Les pétasites mâles sont parfois confondus avec le tussilage, l'inflorescence des pieds femelles les en distingue clairement.
Une quinzaine d'espèces sont présentes dans les régions tempérées de l'hémisphère nord (écozone paléarctique). Elles peuvent devenir localement envahissantes, le long des fossés notamment où elles occupent alors tout l'espace.

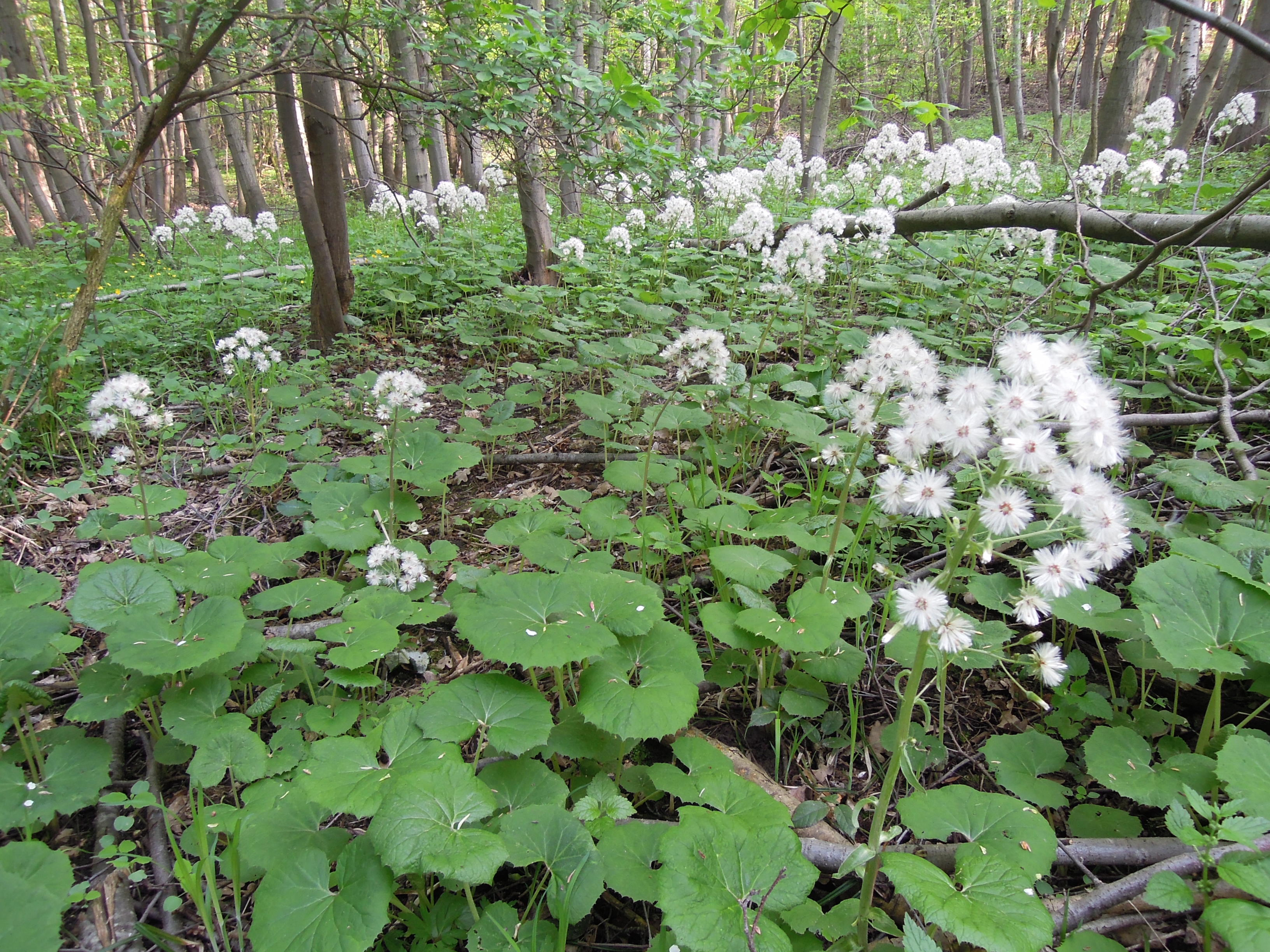
Petasites albus.
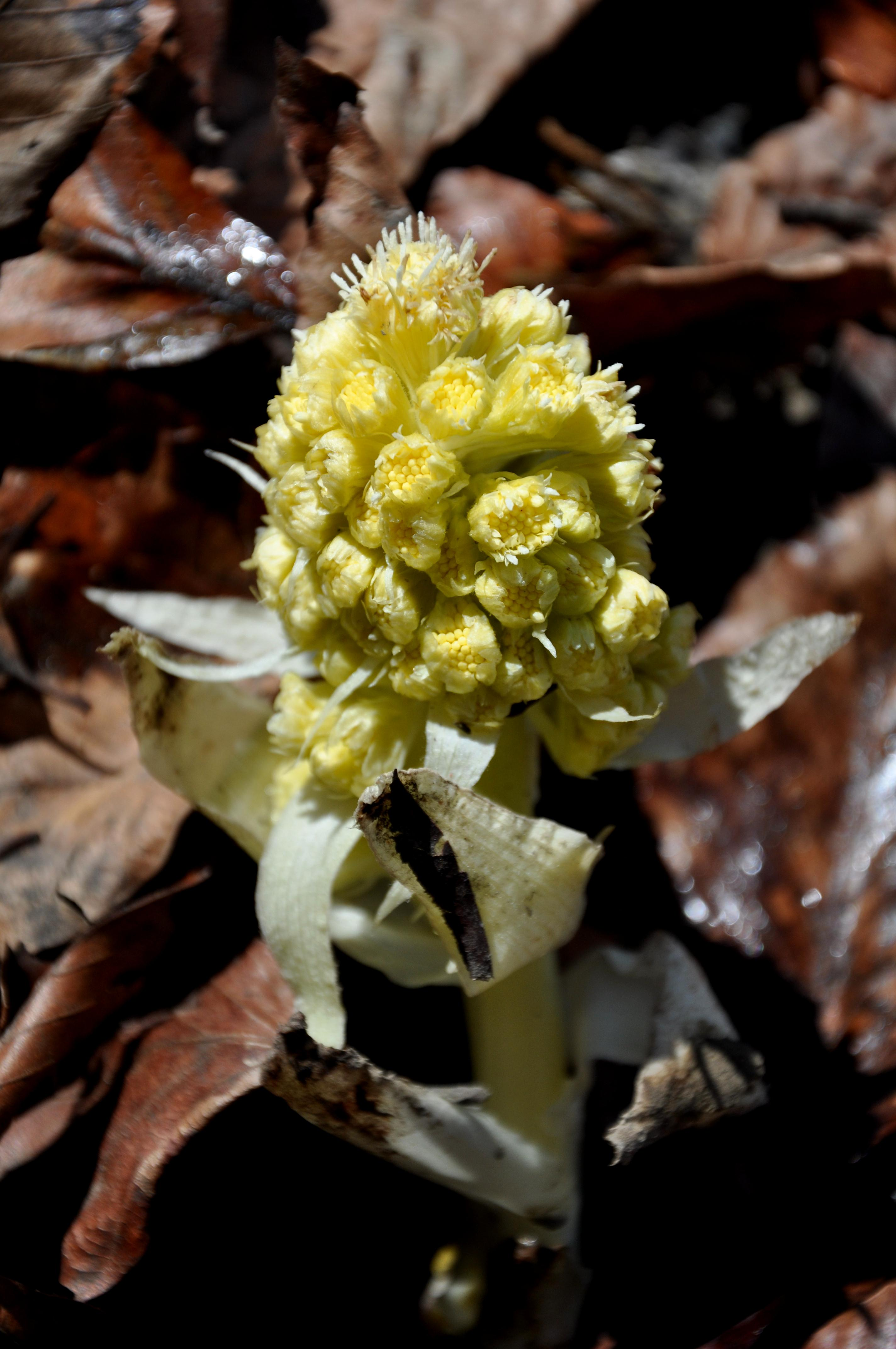
Petasites fominii.
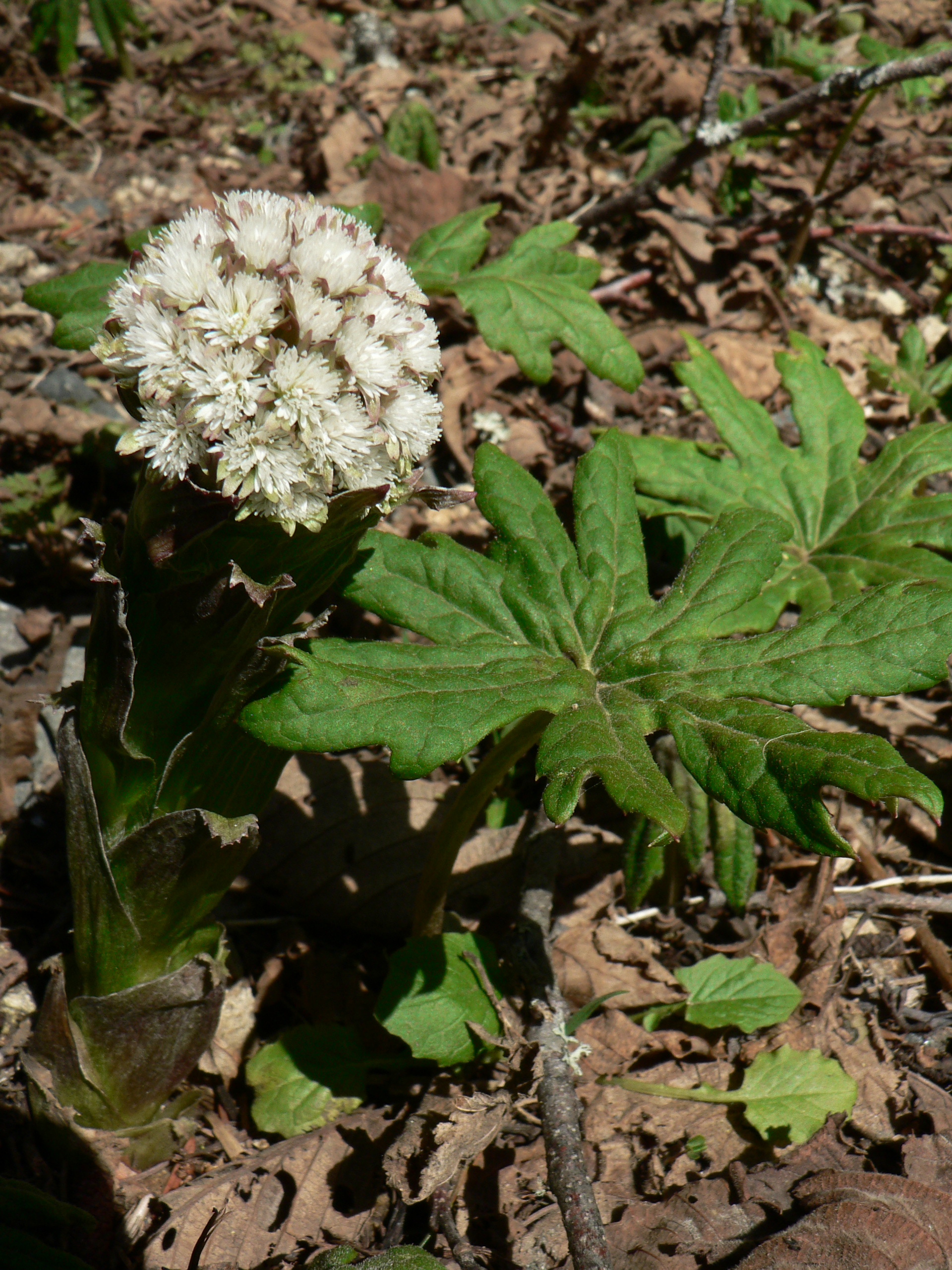
Petasites frigidus.
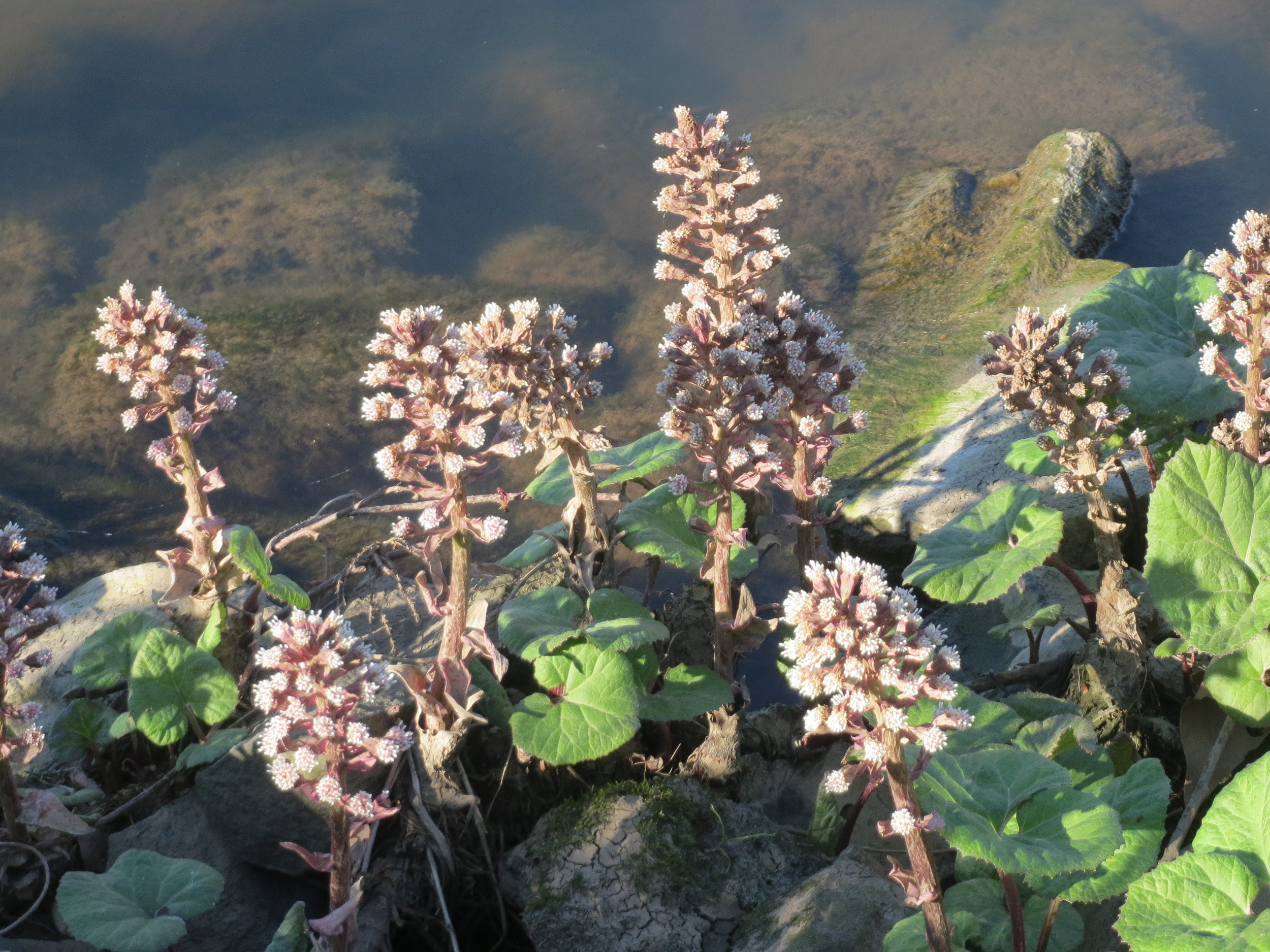
Petasites hybridus.
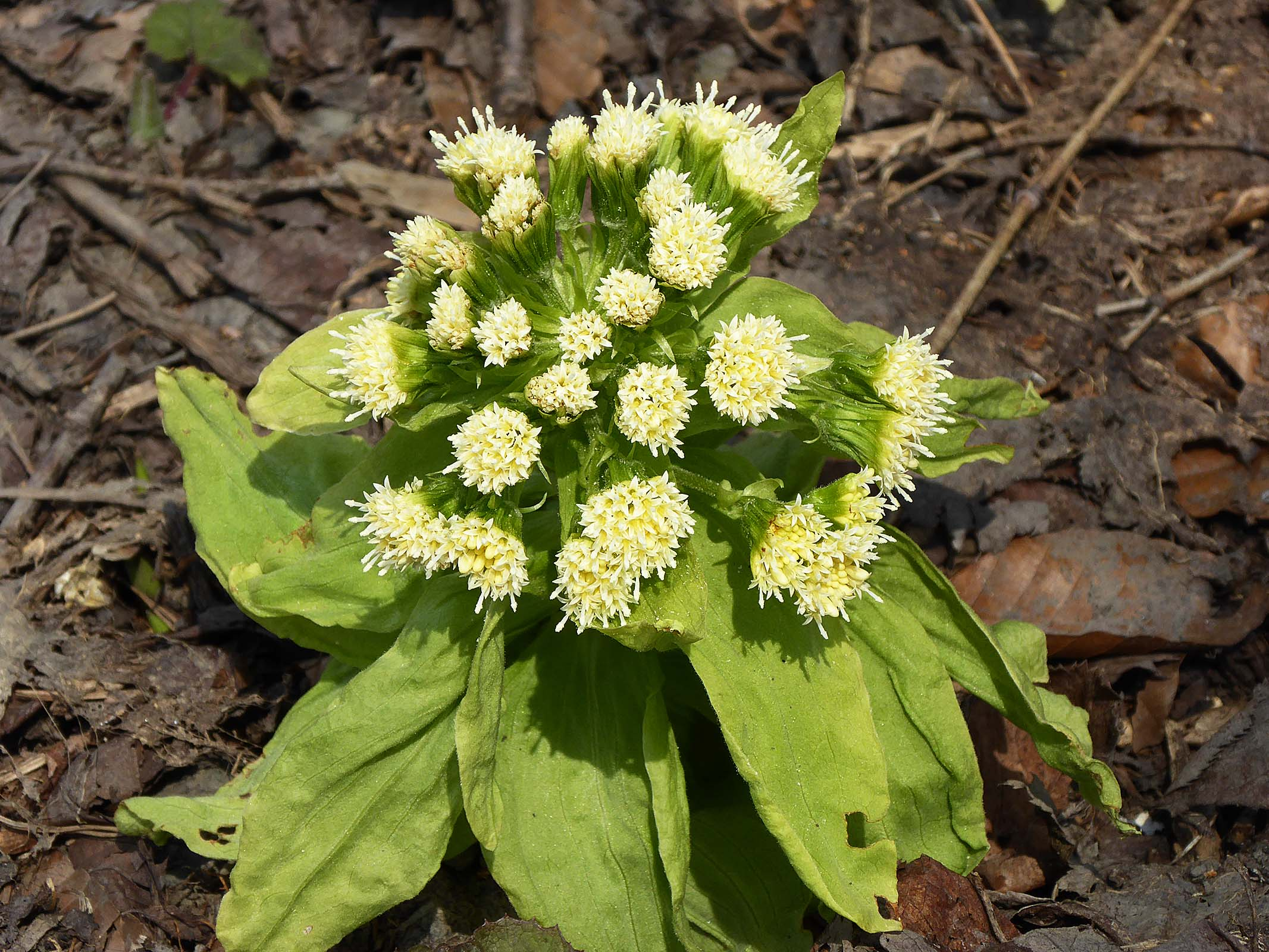
Petasites japonicus.
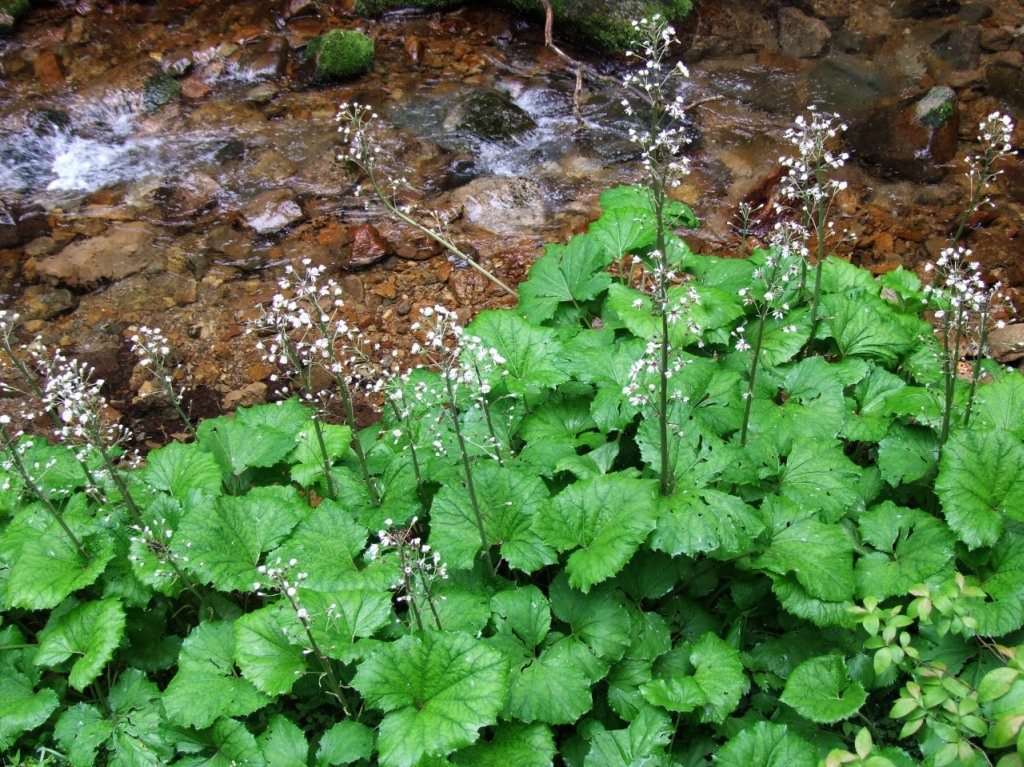
Petasites kablikianus.
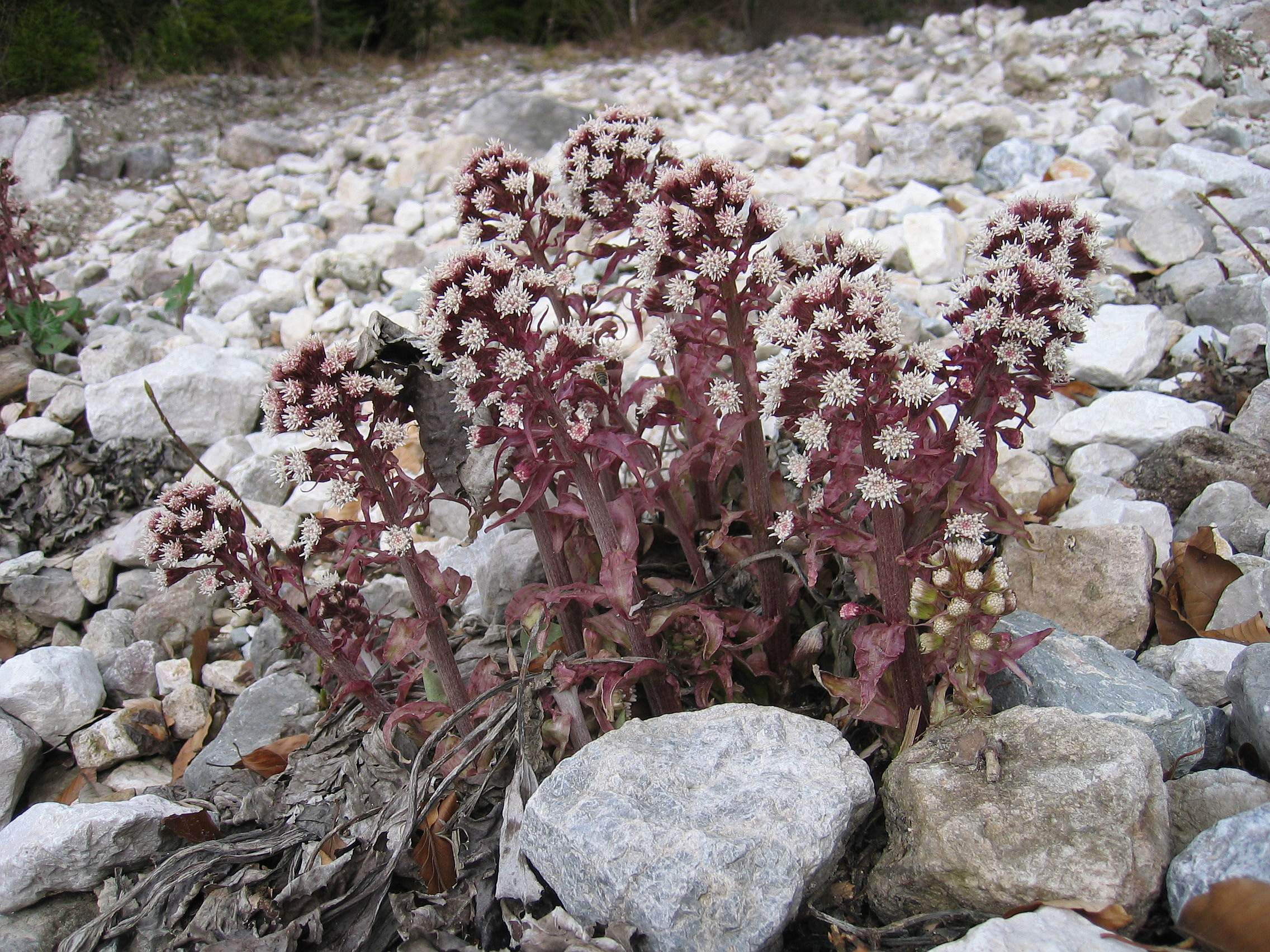
Petasites paradoxus.
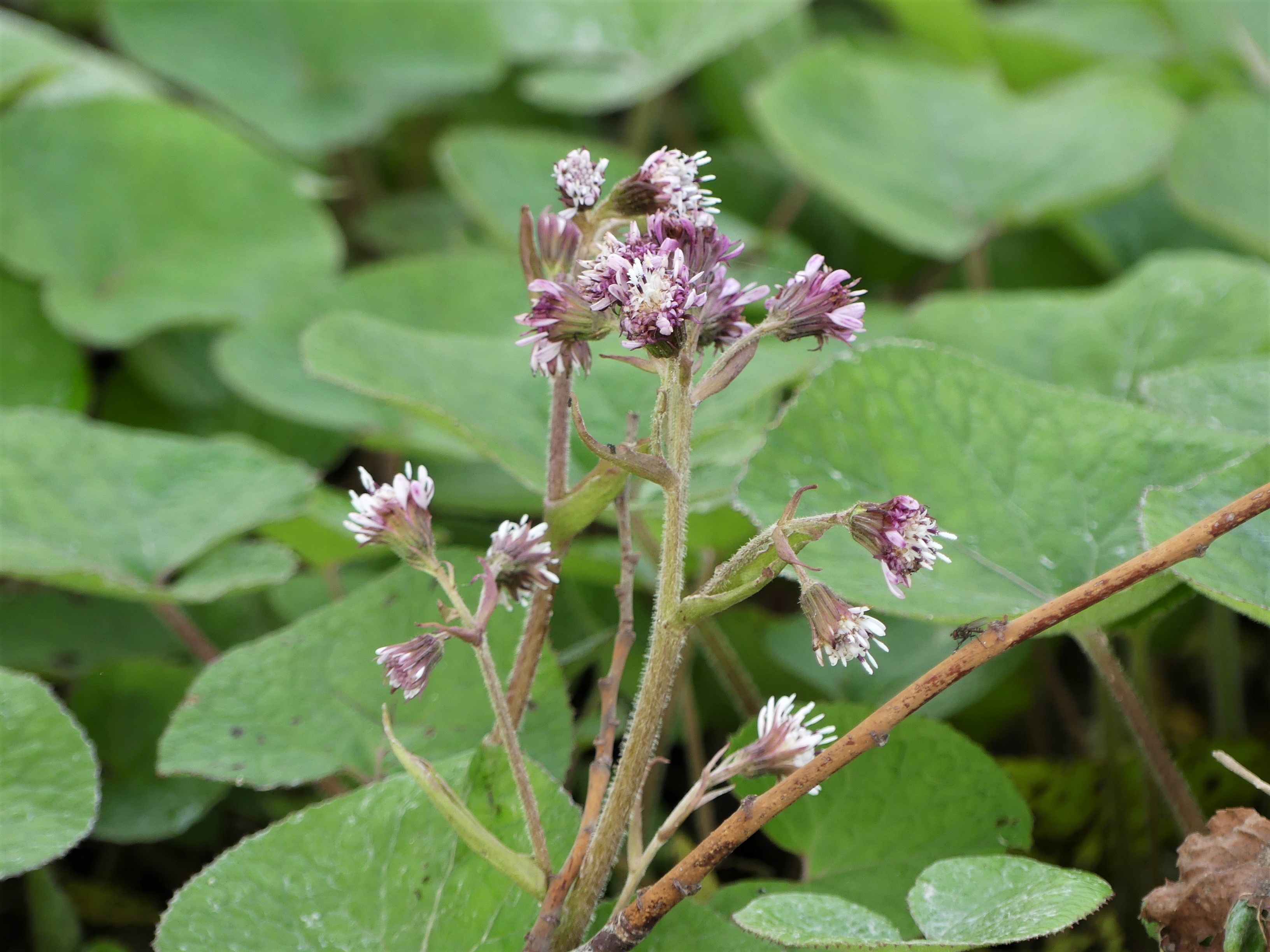
Petasites pyrenaicus.
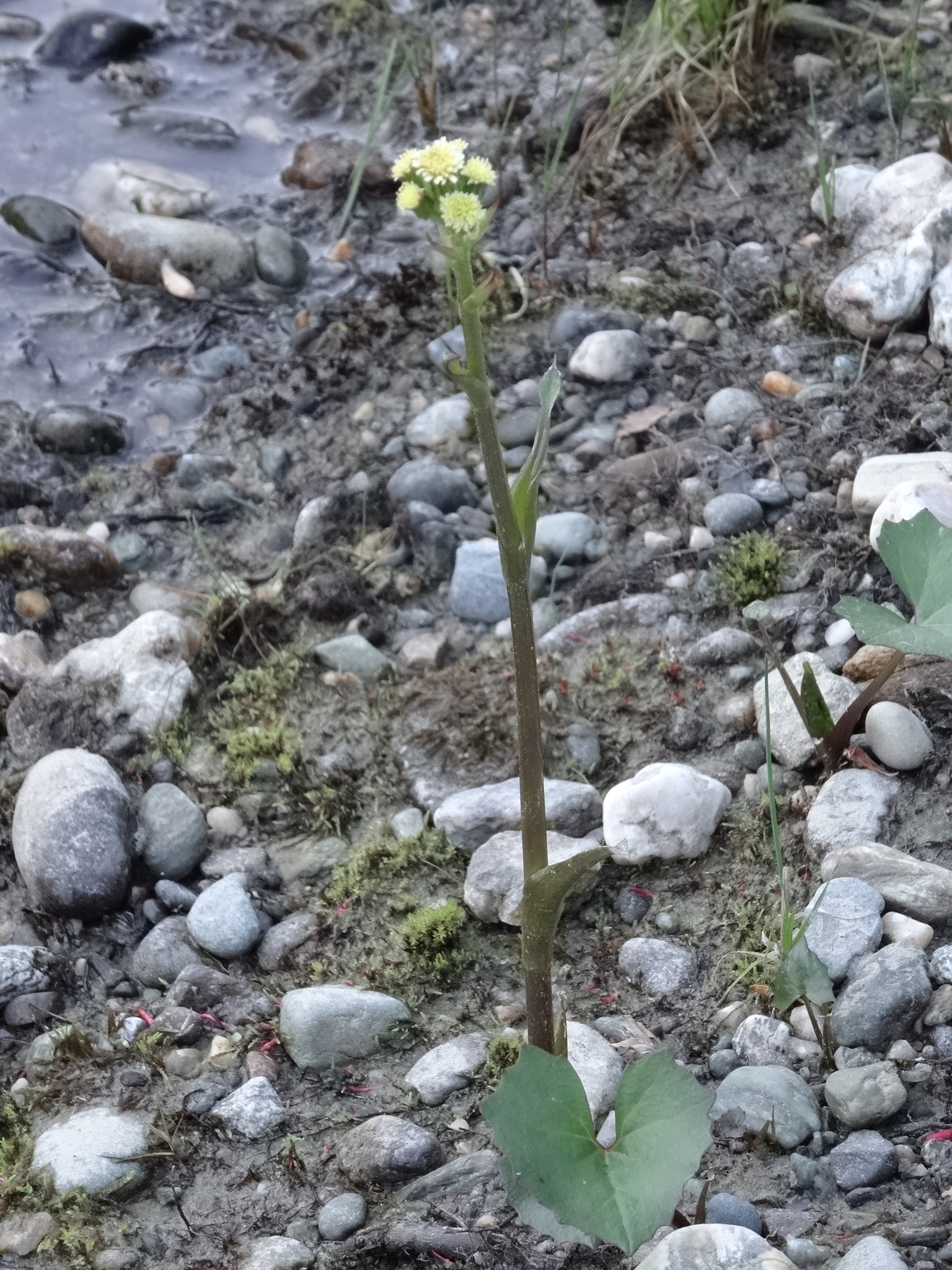
Petasites radiatus.
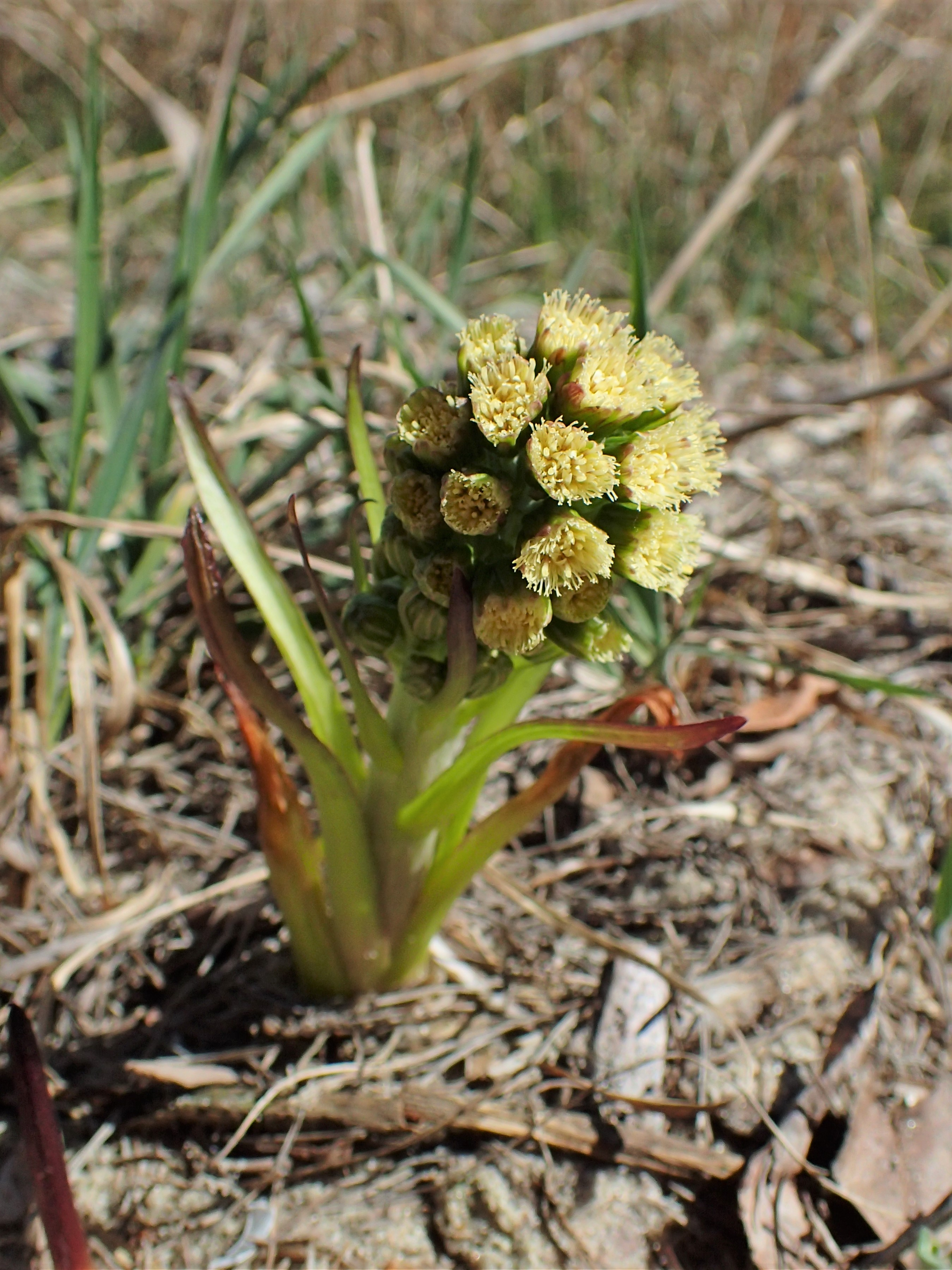
Petasites spurius.

Confusions possibles avec d'autres Astéracées à larges feuilles rondes qui affectionnent les zones humides comme Tussilago farfara, qui fleurit jaune avant l'apparition des feuilles, ou les Adénostyles (Adenostyles), dont la floraison a des teintes plus vives.

## Liste d'espèces
Selon BioLib (16 mars 2018) :
- Petasites albus (L.) Gaertn. - pétasite blanc
- Petasites doerfleri Hayek
- Petasites fominii Bordz.
- Petasites fragrans (Vill.) C. Presl
- Petasites frigidus (L.) Fries
- Petasites hybridus  (L.) P. Gaertn., B. Mey. & Scherb. - grand pétasite
- Petasites japonicus (Siebold & Zucc.) Maxim. - pétasite du Japon
- Petasites kablikianus Bercht.
- Petasites paradoxus (Retz.) Baumg.
- Petasites pyrenaicus (L.) G. López - Pétasite des Pyrénées, Pétasite odorant, Héliotrope d'hiver
- Petasites radiatus (J. F. Gmel.) J. Toman
- Petasites sibiricus (J. F. Gmel.) Dingwall
- Petasites spurius (Retz.) Rchb.

Selon NCBI (31 janv. 2011) :
- Petasites albus
- Petasites fragrans
- Petasites frigidus
- Petasites hybridus
- Petasites japonicus
- Petasites palmatus
- Petasites tricholobus

Selon ITIS (31 janv. 2011) :
- Petasites frigidus (L.) Fr.
- Petasites hybridus (L.) G. Gaertn., B. Mey. & Scherb.
- Petasites japonicus (Siebold & Zucc.) Maxim.